# صائب سلام
صائب سليم سلام (1905 - 2000) سياسي ورجل أعمال لبناني، يعتبر من أهم رجال الدولة في سنوات ما قبل الحرب الأهلية. شغل عدة مرات منصب رئيس الحكومة بين 1952 و1973 في عهد 4 رؤساء مختلفين. أسس سنة 1945 طيران الشرق الأوسط كما ترأس من سنة 1957 إلى سنة 1982 جمعية المقاصد الخيرية الإسلامية‌. يعتبر نجله تمام خليفته السياسي.

## المناصب التي تولاها

### رئيسا للوزراء
1. من 14/09/1952 إلى 18/09/1952 في عهد الرئيس بشارة الخوري.
2. من 30/04/1953 إلى 16/08/1953 في عهد الرئيس كميل شمعون.
3. من 01/08/1960 إلى 20/05/1961 في عهد الرئيس فؤاد شهاب.
4. من 20/05/1961 إلى 31/10/1961 في عهد الرئيس فؤاد شهاب.
5. من 13/10/1970 إلى 27/05/1972 في عهد الرئيس سليمان فرنجية.
6. من 27/05/1972 إلى 25/04/1973 في عهد الرئيس سليمان فرنجية.

### وزيرا
1. وزير الداخلية: 22/05/1946 - 14/12/1946 حكومة سعدي المنلا في عهد بشارة الخوري.
2. وزير الأنباء- وزير الخارجية- وزير الداخلية- وزير الدفاع- وزير الزراعة: 14/09/1952 - 18/09/1952 حكومته في عهد بشارة الخوري.
3. وزير الداخلية- وزير الدفاع الوطني: 30/04/1953 - 16/08/1953 حكومته في عهد كميل شمعون.
4. وزير دولة للشؤون العربية والبترول: 19/03/1956 - 08/06/1956 حكومة عبد الله اليافي في عهد كميل شمعون.
5. وزير دولة: 08/06/1956 - 18/11/1956 حكومة عبد الله اليافي في عهد كميل شمعون.
6. وزير الداخلية: 01/08/1960 - 20/05/1961 حكومته في عهد فؤاد شهاب.
7. وزير الدفاع الوطني: 20/05/1961 - 31/10/1961 حكومته في عهد فؤاد شهاب.
8. وزير الداخلية: 13/10/1970 - 27/05/1972 حكومته في عهد سليمان فرنجية.
9. وزير الداخلية: 27/05/1972 - 25/04/1973 حكومته في عهد سليمان فرنجية.

### نائبا عن بيروت
1. في الدور التشريعي الخامس من 1943 إلى 1947
2. في الدور التشريعي السابع من 1951 إلى 1953
3. في الدور التشريعي العاشر من 1960 إلى 1964
4. في الدور التشريعي الحادي عشر من 1964 إلى 1968
5. في الدور التشريعي الثاني عشر من 1968 إلى 1972
6. في الدور التشريعي الثالث عشر من 1972 إلى 1976
7. في الدور التشريعي الرابع عشر من 1976 إلى 1980
8. في الدور التشريعي الخامس عشر من 1980 إلى 1984
9. في الدور التشريعي السادس عشر من 1984 إلى 1988
10. في الدور التشريعي السابع عشر من 1989 إلى 1992

## روابط خارجية
- صائب سلام على موقع مونزينجر (الألمانية)